# ビレッジ吉本
『ビレッジ吉本』（ビレッジよしもと）は、1990年8月から1991年3月まで、金曜日24時45分-26時45分にTBSで放送されていた公開バラエティ番組である。

## 概要
ダウンタウンにとってTBSで初めてのMC番組であり、吉本新喜劇のコーナーや、今田耕司などの当時の吉本の若手芸人によるチャレンジ企画やネタコーナーを中心に放送。

## 出演者

### MC
- ダウンタウン（松本人志・浜田雅功）
- 野沢直子

### 若手芸人
- ボブキャッツ（吉田ヒロ・岩瀬雄大）
- 今田耕司
- 木村祐一
- 東野幸治
- 130R（板尾創路・蔵野孝洋）
- 島田珠代
- TEAM-0（軌保博光・山崎邦正）
- 山田花子
- しましまんず（池山心・藤井輝雄）
- ジャドリスト（石野桜子・相沢千穂）
- 極楽とんぼ（加藤浩次・山本圭壱）
- 友野英俊